# Aristolebia prattiana
Aristolebia prattiana – gatunek chrząszcza z rodziny biegaczowatych i podrodziny Lebiinae.

## Opis
Chrząszcz ten charakteryzuje się jednolitym, jasnobrązowym, błyszczącym ubarwieniem oraz ciałem długości około 12 mm.

## Występowanie
Gatunek ten jest endemitem Chin.